# Палестра, Марко
Ма́рко Пале́стра (итал. Marco Palestra; род. 3 марта 2005, Буччинаско, Ломбардия) — итальянский футболист, полузащитник клуба «Аталанта».

## Клубная карьера
Палестра — воспитанник клубов «Асагго», «Интер» и «Аталанта». 14 декабря 2023 года в поединке Лиги Европы против польского «Ракува» Марко дебютировал за основной составе последних. По итогам сезона игрок помог команде завоевать трофей.

## Достижения
Клубные
 «Аталанта»
- Победитель Лиги Европы — 2023/2024